# CTnetwork
A CTnetwork Magyarország első szöveges hirdetési hálózata, mely 2004-ben indult el a Hírek Média üzletágaként. 2008-ban bevezette képes hirdetési szolgáltatását, melynek keretében a szöveges hirdetések már képgalériákban és híroldalak illusztrációs anyagain is megjelentek. A rendszerben az elszámolás kattintás alapon történik (pay per click), vagyis a hirdetők csak a tényleges kattintások után fizetnek.

## Hálózat
A CTnetwork hálózatot több mint 350 weboldal alkotja, így többek között a HáziPatika, a nana, a Nemzeti Sport Online és a Világgazdaság Online oldalakon jelennek meg a CTnetwork hirdetések.

## Árazás
A CTnetworkben kattintás alapon (pay per click), fix áron történik az elszámolás.

## Hirdetésformátumok
A CTnetwork rendszerében kétfajta hirdetési formátum van: a rövid hirdetési szöveg (18+35+35+18 karakter), valamint a hosszú hirdetési szöveg (60+70+70+60 karakter).

## Külső hivatkozások
- A CTnetwork hivatalos weboldala Archiválva 2011. június 22-i dátummal a Wayback Machine-ben